# Giro d’Italia 1922

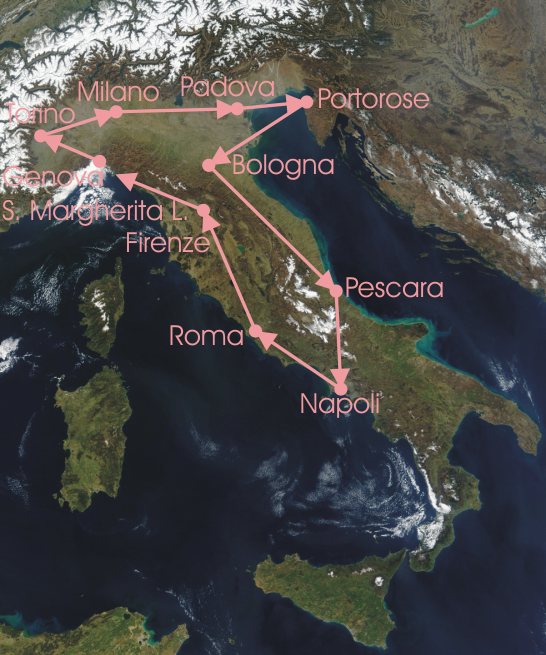
Streckenverlauf des Giro

Der 10. Giro d’Italia fand vom 24. Mai bis 11. Juni 1922 statt. Das Radrennen bestand aus 10 Etappen mit einer Gesamtlänge von 3.095 Kilometern.
Von 75 Teilnehmern erreichten 15 das Ziel. Giovanni Brunero errang den Giro-Sieg vor 	Bartolomeo Aymo. 

## Etappen
| Etappen    | Start – Ziel                      | km  | Etappensieger       | Maglia Rosa      |
| ---------- | --------------------------------- | --- | ------------------- | ---------------- |
| 1. Etappe  | Mailand – Padua                   | 326 | Gaetano Belloni     | Gaetano Belloni  |
| 2. Etappe  | Padua – Portorose                 | 268 | Costante Girardengo | Gaetano Belloni  |
| 3. Etappe  | Portorose – Bologna               | 375 | Gaetano Belloni     | Gaetano Belloni  |
| 4. Etappe  | Bologna – Pescara                 | 367 | Alfredo Sivocci     | Bartolomeo Aymo  |
| 5. Etappe  | Pescara – Neapel                  | 267 | Bartolomeo Aymo     | Bartolomeo Aymo  |
| 6. Etappe  | Neapel – Rom                      | 254 | Pietro Linari       | Bartolomeo Aymo  |
| 7. Etappe  | Rom – Florenz                     | 319 | Giovanni Brunero    | Giovanni Brunero |
| 8. Etappe  | Florenz – Santa Margherita Ligure | 292 | Luigi Annoni        | Giovanni Brunero |
| 9. Etappe  | Genua – Turin                     | 277 | Bartolomeo Aymo     | Giovanni Brunero |
| 10. Etappe | Turin – Mailand                   | 348 | Giovanni Brunero    | Giovanni Brunero |